# Любарський Свято-Георгіївський монастир
Любарський Свято–Георгіївський монастир — монастир, що існував на території с. Громада (колишнє Казенна Громада Любарського району Житомирської області) біля смт Любар (фактично в межах містечка) протягом 1604–1945 років з перервами.

## Історія

### Заснування та перші очільники Любарського монастиря
Чоловічий монастир біля Любара був заснований, очевидно, за підтримки князя Костянтина Василя Острозького. Є також інформація, що побудовою монастиря займалася невістка останнього, на той час удова князя Олександра Острозького Анна Острозька з Костків. Хоча, виходячи з того, що вона все життя була ревною католичкою, ця версія видається малоймовірною.
В Острозькому літописці під 1604 роком записано: «начася монастир во граді Любартові святого великомученика Георгія благочастивим ігуменом Кирилом Константиновським, протом святих церквей і дозорцею повіту Волинського святих монастирей». Завершення будівельних робіт датують 1616 роком.
Як любарський ігумен, Кирило Томашевич Костянтинівський згадується ще в 1611, 1613, 1618, 1628 та 1643 роках. 1628 року Кирило Костянтинівський був протопопом монастирів більшої частини українських земель (Київщини, Волині, Брацлавщини). Зберігся його лист від 1618 року, відправлений з Любара, до Мінського братства про те, що він не може задовольнити його прохання й послати братству вишуканого проповідника; в листі Кирило переконує братство одностайно відстоювати православну віру. До речі, автор Острозького літописця, ймовірно, був певний час ченцем Любарського монастиря та входив до оточення любарського ігумена Кирила.
Орієнтовно протягом 1619–1620 років ігуменом Любарського монастиря був видатний український церковний діяч Кирило Транквіліон-Ставровецький.

### Занепад та відновлення монастиря
У буремні часи Хмельниччини та Руїни монастир, імовірно, занепадає, адже 1666 року він був відновлений (точно невідомо, як єзуїтський чи православний) тогочасними володарями міста, князями Любомирськими. До нової обителі переселилися ченці Полонського Успенського монастиря. Фундатори наділили монастир великими маєтностями.

### Перехід до унії та підпорядкування ордену Василіян
1702 року Любарський Свято–Георгіївський монастир «з'єднався з Апостольською столицею» — перейшов до унії. 1739 року монастир було інкорпоровано до Чину Святого Василія Великого. Любарський монастир перебував у підпорядкуванні керівництва Руської провінції Василіянського Чину.

#### Розбудова монастиря василіянами. Розквіт обителі
1745 року на з'їзді в Дубно Любарський монастир був віднесений до категорії таких, що в злуці з іншими, були б спроможні утримати численнішу братію — принаймні 8–ох ченців. Там же було ухвалене рішення про прилучення до нього як приписних (філійних) Тригірського та Красногорського монастирів. Любарський монастир також володів монастирем в містечку Колодяжному.
Право на землю монастиря було офіційно передано ордену василіян і підтверджено грамотою власника Любара, князя Францішека Фердинанда Любомирського 1753 року. Василіяни розбудували монастир: у 1756 році звели дерев'яну церкву, в 1775 році — кам'яну, а 1776 — теплу в соборному Свято–Георгієвському храмі.
Каталог 1776–1777 років між братією Любарського монастиря (всього 16 осіб) подає пароха та ще одного співробітника з Колодяжного, а також, капелана черниць у Полонному (очевидно — у Полонському монастирі).
1779 року під час урядування Йосафата Охоцького був закладений кам'яний корпус монастиря; швець Павло Помажанський з дозволу ректора та за обов'язком надавання річного чиншу 54 злотих побудував на монастирських ґрунтах власним коштом будинок.
Монастир протягом тривалого часу судився з любарськими євреями за землю. Під самим монастирем було розташоване єврейське кладовище, котре, відповідно, було причиною частих конфліктів між монастирем і єврейським кагалом. Слід відзначити, що в часи урядування настоятеля Антонія Тарнавського (1787) ченці таки виграли справу і кладовище знесли, що у свою чергу не покращило стосунки між ними та єврейською спільнотою.
1787 року в монастирі відбувалося урочисте прийняття короля Речі Посполитої Станіслава–Августа Понятовського.
За правилами, жінкам був заборонений доступ до монастиря, але ситуація ускладнювалася наявністю при обителі світської школи. Відповідно учнів відвідували їх батьки та матері, представники еліти, врахування інтересів яких було необхідною умовою матеріального добробуту монастиря. Щоб достойно прийняти знатних дам і в той же час не порушувати кляузуру, було вирішено піти на компроміс — побудувати гостьовий будинок. Поки останній будувався, найбільш значні дами, мали доступ навіть до ректорської зали. В одному із пунктів рекомендацій, які 1801 року дав візитатор Лев Демкович, відмічається, що, оскільки кляузура в цьому монастирі не може бути повна (через учнів), тому забороняється жінкам входити, принаймні на верхній коридор.
Монастир не стояв осторонь і культурного розвитку навколишніх земель, а в більшості випадків він виступав осередком цього розвитку. На ґрунтах монастиря коштом монастирської обителі та студентів 1802 року було навіть побудоване приміщення для театральних забав.

#### Взаємини Любарських василіян з представниками різних римо–католицьких орденів
Найбільш тісні стосунки були між василіянами та домініканцями з Любарського монастиря, які брали участь у спільному відправленні релігійних практик. Зокрема, домініканці були присутні на похоронах василіянських ченців, целебрували (урочисто відправляти обряд) у василіян на відпусті Св. Василія, під час якого василіяни відновлювали свої обіти. А 1779 року на відпусті Св. Василія целебрували отці капуцини з Константинова. На урочистість Св. Онуфрія василіяни запрошували любарських домініканців, бернардинів з Чуднова, до яких також їздили на проповідництво. Василіяни також їздили на відпусти до римо–католиків. Князь Любомирський запрошував на похорон сяноцької каштелянової Францішки Устрицької з Тарновських як отців домініканців, так і василіян.

#### Школа при Любарському монастирі

##### Відкриття єзуїтської школи
У середині XVIII століття (за різними даними 1748, 1752, 1758; 1760 роках) за фінансового сприяння князя Францішека Фердинанда Любомирського, при Свято–Георгіївському монастирі відкрито єзуїтську школу.

###### Перехід школи під патронат василіян. Розбудова школи
Після того, як папа Климент XIV 1773 року розпустив орден єзуїтів, школа потрапляє під опіку отців–василіян. Під 1773 роком занотовано закладку конвікту (інтернату) для учнів — початок Любарської школи. 1775 року для неї було збудовано муроване приміщення, що збереглося до наших днів, там же споруджено мурований храм. Будівля школи у стилі бароко, цегляна, двоповерхова, з асиметрично розташованим головним входом у триповерховому об'ємі, який завершує фігурний фронтон. Фасади по всій висоті розділені лопатками та завершені розскрепованими карнизами. Стіни будівлі зміцнені контрфорсами. Планування коридорне з однобічним розташуванням приміщень. Перекриття — напівциркульні, склепіння з розпалубками і плоскі.
У каталозі 1776–1777 років серед братії Любарського монастиря вказані професори (викладачі) германських мов, педагогіки та філософії, арифметики, мистецтв, риторики та поетики, магістри синтаксису, граматики. Під 1776, 1778 роками подано перелік учнів конвікту із зазначенням їхніх батьків.

##### Розквіт Любарської школи
Невдовзі школа за значенням стала другою після піярської межиріцької на Волині та здобула статус колегіуму. У 1784 році школа була шестикласною, нараховувала 450 учнів. Термін навчання у найпрестижніших школах греко–католицьких монастирів, у тому числі Любарській, складав 5–6 років.
Поряд із традиційними предметами діти вивчали моральне право (правила етикету), міжнародну політику, фізику, музику. Школа мала добре обладнаний фізичний кабінет, хімічну лабораторію, ботанічний сад з багатою та рідкісною колекцією дерев (понад 500 екзотичних рослин) для занять з природознавства, закладений Діонісієм Меклером (Міклером). Василіяни Любарського монастиря з 1805 по 1823 роки на книги та різні інструменти щорічно жертвували по 2000 злотих. Окрім цього, монастир виділяв кошти й для будівництва бібліотечної зали та фізичного кабінету, який налічував більше 40 найменувань приладів. Капітальний ремонт споруди школи був проведений 1888 року. 1830 року Любарська повітова школа мала свого медика.
Любарська школа мала досить високий рівень професійної підготовки професорського складу. У ній викладало 74 вчителя з 254–х, котрі працювали, крім василіянських, у академічних, піярських, єзуїтських, домініканських, кармелітських, бернардинських, францисканських та протестантських школах. Три чверті викладачів мали педагогічний стаж більше 10 років; у навчальному році 1825/1826 кожен шостий викладач василіянської школи в Любарі мав кандидатський ступінь. Крім того, про значний науковий потенціал викладацького складу цього навчального закладу свідчать досягнення його вихованців, окремі з яких згодом стали видатними діячами в галузях мовознавства, педагогіки, історії.
В Любарській школі функціонували класи гри на гітарі, кларнеті, скрипці, флейті й фортепіано. Батьки та шанувальники музичного мистецтва відвідували кожний шкільний іспит, який завдяки їм і творчій праці викладачів і дітей перетворювався на святковий концерт. Викладачами працювали чеські педагоги-музиканти Мацей Пальхейм (скрипка), Мацей-Вацлав Ленхарт (фортепіано), польські викладачі, серед яких виходець з Литви Ян Зінкевич. Функціонували балетна, оперна та оркестрова трупи, які після іспитів вражали глядачів оперою А. Е.-М. Ґретрі «Земфіра і Азор».
Школа була об'єктом частих візитацій. Зокрема, відома візитація Любарської школи 1780 року, яку проводив князь Адам Казимир Чорторийський, генерал подільських земель, під час якої він особисто екзаменував шкільну молодь. При цьому були присутні такі імениті особи, як: князь Єжи Марцін Любомирський, генерал Свейковський, генерал Каменський, стольник, скарбник, підчаший та ін. У 1784 році знову була візитація школи і екзаменування учнів, імовірно, візити відбувалися щочотири роки.

##### Відомі діячі, пов'язані з Любарською василіянською школою
- Андрушкевич Еліаш (Ілля) (пол. Eliasz Andruszkewicz, 1799–1884) — історик Унійної церкви, випускник василіянської Любарської школи (1817), Віленського університету (1825), ієромонах-василіянин, викладач Почаївської духовної семінарії й Уманської школи. Був автором «Короткого нарису історії костелу на Русі» (1883), а в рукопису залишив шеститомні мемуари, які були частково надруковані в «Польських спогадах давніх часів і найдавніших» Є. Івановського[36].
- Башнянський Ігнатій (1786—1842) — український церковний діяч, ієромонах-василіянин, доктор філософії, педагог, архімандрит. Після новіціату навчався в Любарі, а в 1812—1919 роках викладав фізику і математику у Любарській василіянській школі, у 1817—1819 роках окрім викладання виконував обов'язки префекта школи[37].
- Степан Білинкевич (? — 1831) — український церковний діяч, ієромонах-василіянин, педагог, Канівський архимандрит. Певний час був префектом в Любарі, потім 4 роки — ректором шкіл любарських. Для цих шкіл у 1802 році створив окремий фундаційний легат, потім сам був куратором шкіл, фундушу.
- Будзинський Міхал[pl] (1811–1864) — поет, Мемуарист і перекладач, був вихованцем василіянської школи у Любарі, Кременецького ліцею  і Віленського університету. Творчість Міхала Будзинського розвивалася на поетичній ниві: ним були написані поетична фантазія «Вацлав Жевуський» (1841), збірка «Поезії» (1839) та «Спогади мого життя» (1880)[31].
- Будзинський Вінцент[pl] (1815–1866) — молодший брат вищезгаданого Міхала, письменник і критик. Як і старший брат, отримав освіту у василіян у Любарі, взяв активну участь у листопадовому повстанні в складі кінного полку загону К. Ружицького[38]. Автор історичного роману в 2 томах «Ляхи в ІХ столітті» (1843), наукової праці «Декілька спостережень за народну поезію» (1846), численних студій про Адама Міцкевича та інших видатних представників польської культури[31].
- Клімашевський Іполіт (пол. Hipolit Klimaszewski, 1802–1875) — поет і публіцист, вихованець овруцької василіянської школи, потім вчився у Почаєві й Кременці, з 1819 року — професор риторики в Любарській василіянській школі, після чого навчався у Віленському університеті. Брав участь у листопадовому повстанні, після поразки емігрував до Франції, де з 1847 року — директор польської школи в Батіньйолі (Париж)[39].
- Корчинський Єротей Іван (1737—1791) — руський церковний діяч, ієромонах–василіянин, генеральний прокуратор Василіянського Чину в Римі (1772—1780) та генеральний вікарій василіян у 1786—1788 роках. Навчав риторики василіянських студентів у Любарі (1762—1764).
- Охоцький Йосафат (бл. 1750–1806) — ієромонах-василіянин, брав участь у коронації образу Почаївської Божої Матері (1773), служив вчителем в Любарі, п'ять років студіював теологію в Римі, отримав ступінь доктора. По поверненню був ректором василіянської школи в Любарі, з 1783 — Овруцького поєзуїтського колегіуму, у травні 1787 року вітав в Тульчині Станіслава Августа, з 1790 — член Цивільно–військової комісії Овруцького повіту, голова житомирського сеймика 1791 року Після другого розділу Речі Посполитої у 1793 році брав участь у конспіративній діяльності. Після викриття змови разом з братами Яном Дукланом і Яном Непомуценом у травні 1794 року був заарештований у Житомирі, звідки був етапований до Смоленська, а потім у Турінськ до Сибіру. У 1796 році був звільнений, повернувся до Овруча. Мемуари Ю. Охоцького охоплюють період між 1793–1797 рр[40].
- Прусіновський Ян (1818–1892) був відомим на Волині адвокатом, активно займався літературною та суспільною працею. Після закінчення василіянської школи в Любарі Я. Прусіновський продовжив навчання на юридичному факультеті Київського університету[41]. Я. Прусіновський був автором низки художніх і публіцистичних творів, серед яких «Школа в Любарі»[42].
- Сероцінський Теодозій (Теодор) (пол. Teodozi Sierociński, 1789–1857) — учений–мовознавець, перекладач, педагог і потужний літературний критик. Учився в Острозькій василіянській школі, повітовій школі в Любарі, Волинському (Кременецькому) ліцеї (1809–1816). З 1818 року працював викладачем у Волинському ліцеї, повітових школах Королівства Польського, а з 1833–го — у Варшавській губернській гімназії, згодом в Александровському інституті для панянок у Пулавах. Автор «Польської граматики», що витримала 26 перевидань упродовж 1839–1889 років і отримала найкращі відгуки сучасників, та монографії «Педагогіка» (1846)[43][31].
- Сківський Іван (1777—1850) — ієромонах–василіянин, архимадрит у Почаєві. Викладав у Любарській василіянській школі.

##### Бібліотека школи
Любарська школа мала бібліотеку з фондом більше 17 тис. книг (латинською, руською, церковнослов'янською, німецькою, французькою, італійською, польською мовами), що займала окремий кам'яний будинок. Вона була започаткована на основі книжкових зібрань колишнього єзуїтського колегіуму. Щоправда, останні зазнали великих збитків від непередбачуваних пожеж. Серед фондів бібліотеки, зокрема, була Біблія, що дісталась у спадщину від єзуїтської Острозької колегії. Вона була видана в Парижі 7–ма мовами: єврейською, грецькою, латинською, французькою, німецькою, слов'янською і польською.
В Інституті рукопису НБУВ зберігаються наступні книги Любарського Свято–Георгіївського монастиря:
- Літопис Любарського монастиря. 1769–1809 рр. Оригінал і копії. Пол., лат. мовами.
- Збірник трактатів з риторики, вправ, віршів тощо. Любарський монастир та колегіум. 1758–1761 рр. Лат., пол. мовами.
- Метрика, створена в Любарському василіянському монастирі Св. Георгія. Скоропис 1739 р. з пізнішими дописками. Слов. мовою.
- Фундаційні документи Любарського василіянського монастиря. 1764–1824 рр. Лат., пол. мовами. Скоропис різних рук.
- Реєстр книг бібліотеки Любарського колегіуму. Пол. мовою. Курсив 1789 р. з пізнішими дописками
- Інвентар захристії Любарського монастиря. Пол. мовою. Курсив 1789 р.
- Реєстр книг та шкільного приладдя бібліотеки шкіл Новоград–Волинського повіту, якими опікувалися Любарські василіяни. 1805–1824 рр. Пол. мовою.
- Реєстр приходу з пожертв для шкіл Любарського повіту, які утримувалися Любарськими василіянами. 1805–1825. Пол. мовою.
- Список книг бібліотеки Любарської повітової школи. Пол. мовою.
- Опис математичних та фізичних приладів, монет, медалей. Скоропис 30–х рр. ХІХ ст. Пол. мовою.
- Інвентар Любарського монастиря. 1774–1799 р. Лат., пол. мовами.
- Пом'яник фундаторів Любарського монастиря 1616–1875 рр. Півустав 1764 р. з дописками XVIII–XIX ст.
- Каталог отців та братів василіян Польської та Литовської провінції за 1743–1825 та 1743–1805. Курсив XVIII–XIX ст. з пізнішими дописками олівцем[45].
- З рукопису Любарського монастиря (оригінал на 1 арк.) Уривок. Слов. мовою[46].

### Поступовий занепад монастиря. Закриття школи
Після включення Волині до складу Російської імперії, василіяни Любарського монастиря неодноразово зазнавали пожеж і переслідувань з боку православних, що належали до Волино–Житомирської єпархії Російської православної церкви. Так, 8 січня 1795 року благочинний Костянтинівського округу прибув із офіцером і солдатами до Любарського монастиря. Ректора училища і вчителя фізики він наказав заарештувати, а інших монахів і вчителів, зігнавши в трапезну, насильно примушував приймати православ'я. Проте василіяни виявили стійкість і не зрадили свого віросповідання. У квітні 1796 року монастир зазнав нападу вдруге. Тепер любарський благочинний, маючи в своїй парафії в Любарі вже 6 храмів, налетів разом зі своїми священиками та солдатами на Любарський монастир і відібрав у василіян церкву.
З 1800 року василіянська школа була перетворена на повітове училище на правах гімназії. В становленні цього навчального закладу неабияку роль відіграв візитатор (інспектор) шкіл Волинської, Подільської та Київської губерній Тадеуш Чацький.
Станом на 1803–1804 роки Любарський монастир налічував 21 ченця, отримував доходи 6443 злотих. 1826 року у ньому налічувалося лише 12 ченців.
Після придушення польського повстання 1830—1831 років, як наслідок репресивних заходів проти діючої на Правобережній Україні, та, зокрема, у Новоград–Волинському повіті, польської системи освіти, Любарська повітова школа, яка налічувала 9 учителів та 140 учнів, була спочатку реорганізована, а 1832 року була офіційно закрита. Обладнання її кабінетів (зокрема фізичного) було передано до Житомирської чоловічої гімназії, шкільна бібліотека була перевезена до Києва, започаткувавши бібліотеку утвореного невдовзі Київського університету Святого князя Володимира. Частині учнів пропонувалося продовжити навчання в повітовому училищі м. Новограда–Волинського, що створювалося замість ліквідованого навчального закладу. 12 жовтня того ж року підписаний лист міністра народної освіти, яким стверджується ухвалене рішення про переведення училища із Любара до Новограда–Волинського та утворення на його базі повітового дворянського училища, якому підпорядковувалися ще сім приходських училищ Волинської губернії, зокрема, у самому Новограді–Волинському, містечках Полонному, Степані, Топорищах, Троянові та в деяких інших.

### Перехід монастиря у православ'я. Подальший занепад
1839 року, після проведення Полоцького собору Руської греко–католицької церкви в межах Російської імперії, за результатами якого вся греко–католицька церква була насильно приєднана до Російської православної церкви. Відтоді знову став православним Любарський Георгіївський монастир.
Як випливає із секретного листування між представниками цивільних і духовних структур Правобережжя, у деяких місцевостях, зокрема в Любарі та в Любарському монастирі, з огляду на вірогідну негативну реакцію населення на проведене зверху «возз'єднання» греко–уніатів з Російською православною церквою, публічного оголошення про його здійснення не відбулося. Про це у секретних листах архієпископ Литовський Йосиф повідомляв Київському військовому губернаторові Бібікову від квітня 1840 року. Архієрей давав цивільному очільнику пояснення, чому «неблагонадійні» ченці Любарського монастиря «під час богослужіння… поминають передусім з–поміж усього духовенства папу Римського». З цього приводу він зазначав, що «під час приєднання Грекоуніатської Церкви до Православ'я майже від половини ченців не було попередньої згоди на таке возз'єднання». У зв'язку з цим єпархіальне керівництво ухвалило рішення перемістити «найбільш неблагонадійних» ченців Литовської єпархії до Любарського та Тригірського монастирів Волинської губернії, де вони, на його переконання, «не могли бути шкідливими». Отже, переважна більшість насельників цих чернечих осередків не підтримувала урядових рішень щодо приєднання греко–уніатів до православ'я, досить негативно ставлячись до «царської віри». Саме тому архієпископ змушений був визнати в листі до губернатора, що «неможливо заборонити згадування папи в Любарському монастирі, доки поступове зростання в єпархії числа надійних ченців не дозволить перевести їх достатню кількість у цей монастир». Водночас у цьому документі привертає увагу прикінцева ремарка цього ієрарха: «Якщо ж однак ваше високопревосходительство знайде можливим залежними від вас засобами змусити без зайвої метушні ченців Любарської обителі дати підписки на приєднання до Православ'я і тим самим вже відправляти богослужіння по–Православному, я буду вдячний вам від усього серця».
Із секретного листа керівника Литовської єпархії до губернатора Бібікова від 31 липня 1840 року стає зрозумілим, що останньому вдалося «переконати» 15 ченців Любарського монастиря переглянути зайняту ними позицію непокори розпорядженням єпархіального керівництва, про що свідчили їх письмові зобов'язання приєднатися до православ'я. Більше того, «підбадьорений таким успіхом», архієпископ Й. Семашко просив губернатора «використати того ж, що і в Любарі, чиновника, для схиляння до остаточного прийняття Православ'я ще деякої кількості неблагонадійних духовних, котрі проживають в інших монастирях Волинської губернії». Серед них владика називав 5 ієромонахів Любарського монастиря: Ф. Кассіановича, К. Кассіановича, С. Климонстовича, А. Девойна і Ф. Девойна.
Передача монастиря російській церкві призвела до його занепаду. Ченців було вигнано з обителі. Бібліотеку вивезли до Києва, ботанічний сад занепав і був вирубаний для опалення монастирської бані. Любарський і Тригірський монастирі тимчасово використовувалися для ув'язнення тих уніатів, що відмовлялися приймати православ'я. Більшість давніх монастирських маєтностей було конфісковано й передано у розпорядження уряду.

### Перетворення монастиря на жіночий
Після того, як 1872 року від холери померли майже всі ченці, на початку 1873 року Любарський монастир був перетворений на жіночий (2–го класу), черниці переведені з переповнених Корецького й Городищенського жіночих монастирів. 1878 року сестри монастиря розпочали реставрацію приміщень. На 1880 рік було закінчено реставрацію соборної Свято–Георгіївської церкви, змуровано двоповерховий житловий корпус на 36 келій. 1890 року збудували кам'яну в'їзну браму. 1902 року було завершено спорудження нової кам'яної соборної церкви святого Георгія. Святинею обителі була чудотворна ікона св. Онуфрія, до якої здійснювалися прощі. Також, 1912 року архієпископ Волинський і житомирський Антоній передав монастиреві ікону св. Георгія та частину його мощей.
Ігуменями монастиря були Віталія (щонайменше з 1885 по 1886 роки), Єликоніда (1886—1899), Євсевія (1900—1903), Маргарита (1904—1917).
Протягом, принаймні, 1890-1903 років при монастирі функціонувало жіноче сирітське училище.
Наприкінці XIX століття в жіночому монастирі проживали до 150 черниць. На 1914 рік у монастирі проживала 121 сестра. Черниці володіли 117 десятинами землі, здавали селянам в оренду млин, утримували жіночу школу грамотності. Для школи казна виділяла ще 100 рублів щорічної субсидії.

### Діяльність монастиря за радянської влади. Закриття монастиря
Протягом 1920-х років жіночий монастир займав дві будівлі, один храм, де звершував богослужіння один священик. Усі інші будівлі знаходились у розпорядженні дитячого містечка, де мешкала 351 особа (діти та персонал). Двоє черниць жили на території монастиря, а 34 черниці мандрували у межах Бердичівської округи. Монастир було закрито 1925 (за іншими даними — 1922) року. Впродовж 1936–1938 років був розібраний Свято–Георгіївський храм.

### Тимчасове відновлення діяльності монастиря під час німецько–радянської війни
Чернече життя тимчасово (1941–1944) відродилося під час окупації УРСР. Любарський жіночий монастир діяв ще на середину літа 1944 року. За місяць до капітуляції Німеччини, як видно з матеріалів особистого фонду П. Ходченка, монастир знову припинив свою діяльність.

### Подальша доля збережених будівель монастиря
Зі старих часів у Любарі збереглися будівлі храму та школи Свято–Георгіївського монастиря. В приміщеннях школи з 1963 року було відкрито навчальний заклад, який діє по сьогодні — СПТУ № 37, з 2004 року — Любарський професійний ліцей.
Постановою Ради Міністрів Української РСР від 6 вересня 1979 року N 442 Будинок школи Василіянського монастиря XVIII ст. було включено до списку пам'яток архітектури Української РСР, що перебувають під охороною держави за номером 1102.
Інші приміщення монастиря вціліли і використовувалися для розміщення різних установ: адміністративних, кінотеатру, дитячого будинку. В'їзна брама була переобладнана на краєзнавчий музей. Після проголошення незалежності України, в'їзна брама (колишній музей) переобладнується на приймальню управління соціального захисту, частину приміщень займають Любарський ліцей (там розміщені клуб, їдальня, класи), районна друкарня, та швейна фабрика «Лілея».